# 劉存厚
劉 存厚（りゅう ぞんこう）は、清末・中華民国の軍人。川軍（四川軍）の指導者で、最初は北京政府に依り、後に国民政府（国民革命軍）に属した。字は積之。

## 事績

### 清末の事跡
塩商人の家庭に生まれる。1903年（光緒29年）、四川武備学堂に入学する。1907年（光緒33年）の卒業後に日本へ留学した。陸軍士官学校歩兵科第6期で学び、同期には孫伝芳、閻錫山、唐継尭がいる。
1908年（光緒34年）卒業し、帰国して陸軍科挙人となった。雲貴総督李経羲の下に配属され、雲南陸軍講武堂戦術教官に任命された。また、この時期に、李根源、羅佩金の紹介により、中国同盟会に加入している。
1911年（宣統3年）10月末の、武昌起義に呼応した蔡鍔らによる昆明重九起義には、劉存厚も参加した。雲南軍政府が成立すると、劉は参謀部第1部部長に任命されている。蔡鍔が四川省の革命派を支援するための援川滇軍（雲南軍）を派遣すると、劉はその総参謀に任命され、四川省入りする。その後、劉は滇軍を離れ、四川都督尹昌衡の下に転じた。

### 四川での攻防戦
1912年（民国元年）4月、劉存厚は川軍第4鎮統制（後に第4師師長）となった。1913年（民国2年）の第二革命（二次革命）では、劉は袁世凱を支持し、革命派の熊克武らを撃破した。9月、重慶鎮守使に任命され、また、第4師から第2師へ番号を改められた。1915年（民国4年）、川南清郷総司令に任命され、瀘州に駐屯した。
同年12月、護国戦争（第三革命）が勃発すると、劉存厚は護国軍を支持する。1916年（民国5年）1月31日に、護国川軍総司令を自称して袁世凱討伐を宣言した。四川省に進攻してきた蔡鍔の護国軍第1軍を支援し、四川将軍陳宧をも独立させている。同年6月の袁死後に、再び川軍第2師師長に復帰する。8月、四川督軍蔡鍔の推薦により川軍第1軍軍長に任命された。
9月、蔡鍔が病のため離職すると、滇軍の羅佩金が四川督軍、黔軍（貴州軍）の戴戡が四川省長に任命された。以後、劉は四川省の統治権を巡ってこの2人と三つ巴の抗争を展開することになる。1917年（民国6年）7月、劉はこの三つ巴の争いを制し、同年12月に北京政府から四川督軍に任命された。
しかし、護法運動の中で、南方政府の孫文についた四川靖国各軍総司令熊克武の攻撃を受ける。6月、劉は陝西省寧羌（現在の漢中市寧強県）へ撤退した。この時、劉は北京政府から第21師に任命され、寧羌に臨時の四川督軍行署を設置して陝西省南部を統治した。しかし、劉の支配は暴虐であるとして、当時の陝西督軍陳樹藩らの怒りを買っている。

### 綏定支配

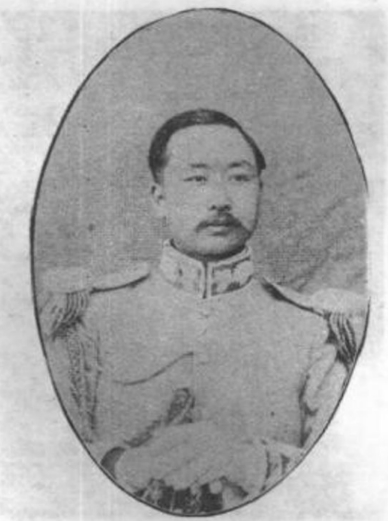
劉存厚別影

1920年（民国9年）5月、劉存厚と熊克武は、四川省内における唐継尭配下の滇軍を駆逐するために和睦する。8月、劉は靖川軍総司令として四川に戻ると、熊とともに成都を攻略して、滇軍を駆逐した。同年12月、北京政府は劉を四川督軍、熊を四川省長に任命している。
しかし、劉は他の川軍軍人たちへの統制を強化しようとしたところ、逆に反感を買ってしまう。1921年（民国10年）2月には、川軍軍人たちが連名で北京政府に対して劉を弾劾する電文を発した。同年3月、省内の支持を失った劉は、下野を表明して寧羌へ撤退した。その後も、劉存厚は寧羌に拠りながら、四川督軍への復帰を目論んだが成功しなかった。1924年（民国13年）には北京政府から川陝辺防督弁に任命され、督弁公署を綏定（現在の四川省達州市達県）に置き、加えて周辺3県も支配した。
1928年（民国17年）10月、劉存厚は国民政府に転じ、川康裁縮軍隊委員会副委員長に任命された。しかし、劉は依然として綏定周辺の実質的な自治を確保し、「興国軍」という独自の軍隊を組織した。さらに北伐で敗北した呉佩孚を庇護し、その恩赦を国民政府に対して斡旋するなどしている。
1933年（民国22年）5月、劉存厚は第23軍軍長に任命される。10月、四川剿共軍第6路総指揮として、共産党軍を迎撃した。しかし10月、紅軍の徐向前に大敗して綏定を喪失し、さらに蔣介石から「軽々しく拠点を放棄した責任を問われて各役職を罷免された。これにより、事実上、劉の軍事・政治の経歴は終了した。劉は成都に隠居した後、1949年（民国38年）に台湾へ逃れ、総統府国策顧問に任命されている。
1960年（民国49年）、台北で死去。享年76（満75歳）。